# Giuseppe Maria Capece Zurlo
Giuseppe Maria Capece Zurlo (Monteroni di Lecce, 3 gennaio 1711 – Napoli, 31 dicembre 1801) è stato un cardinale e arcivescovo cattolico italiano, nonché arcivescovo di Napoli.

## Biografia
Discendente della nobile famiglia napoletana degli Zurlo, era figlio del principe Giacomo Capece Zurlo e di Ippolita Sambiase, dei principi di Campana di Portanova.
Sin da piccolo ricevette un'educazione religiosa a cura dei padri teatini, nella cui congregazione entrò nel 1727. In seguito fu inviato a Roma, dove studiò filosofia e teologia e dove fu ordinato sacerdote il 19 dicembre 1733.
Rientrato a Napoli, insegnante presso i teatini dei Santi Apostoli, entrò nelle grazie del cardinale Giuseppe Spinelli, ma fu richiamato a Roma dove ricevette da papa Benedetto XIV nel 1756 la nomina a vescovo di Calvi.
Divenne arcivescovo di Napoli nel 1782, successore del cardinale Serafino Filangieri. Contemporaneamente, nel concistoro del 16 dicembre 1782, fu nominato cardinale e nel gennaio 1783 ricevette il titolo di cardinale presbitero di San Bernardo alle Terme Diocleziane.
Re Ferdinando IV di Napoli lo insignì nel 1783 della gran croce dell'Ordine costantiniano di San Giorgio e nel 1790 del titolo di gran cavaliere dell'Ordine di San Gennaro. Inoltre fu ascritto al Real Monte e Arciconfraternita di San Giuseppe dell'Opera di Vestire i Nudi, storica istituzione benefica e gentilizia di Napoli.
Fu impossibilitato a prendere parte al conclave del 1799 - 1800 che elesse al soglio pontificio papa Pio VII. Morì nel 1801 e la sua salma fu inumata nella chiesa teatina di San Paolo a Napoli.

## Onorificenze
Ordine costantiniano di San Giorgio (1783)
 Ordine di San Gennaro (1790)

## Genealogia episcopale e successione apostolica
La genealogia episcopale è:
- Cardinale Scipione Rebiba
- Cardinale Giulio Antonio Santori
- Cardinale Girolamo Bernerio, O.P.
- Arcivescovo Galeazzo Sanvitale
- Cardinale Ludovico Ludovisi
- Cardinale Luigi Caetani
- Cardinale Ulderico Carpegna
- Cardinale Paluzzo Paluzzi Altieri degli Albertoni
- Cardinale Gaspare Carpegna
- Cardinale Fabrizio Paolucci
- Cardinale Giorgio Spinola
- Cardinale Thomas Philip Wallrad d'Alsace-Boussut de Chimay
- Cardinale Giuseppe Spinelli
- Cardinale Giuseppe Maria Capece Zurlo, C.R.

La successione apostolica è:
- Vescovo Antonio Bucci (1783)
- Vescovo Domenico de Jorio (1786)
- Vescovo Crescenzio Maria Grippi (1786)
- Arcivescovo Giuseppe Rossi (1792)
- Vescovo Pasquale Sifanni (1792)
- Vescovo Gaetano Vitolo (1798)
- Vescovo Gabriele Maria Genghi (1798)
- Vescovo Domenico Ventapane (1798)